# Résolution 206 du Conseil de sécurité des Nations unies
Membres permanents
- Chine (Taïwan)
- États-Unis
- France
- Royaume-Uni
- URSS

Membres non permanents
- Bolivie
- Côte d'Ivoire
- Jordanie
- Malaisie
- Pays-Bas
- Uruguay

Résolution no 205 Résolution no 207
La Résolution 206  est une résolution du Conseil de sécurité des Nations unies adoptée le 15 juin 1965, dans sa 1224e séance, après avoir réaffirmé les résolutions antérieures sur le sujet de Chypre (résolutions 186,187, 192, 198 et 201), le Conseil a prorogé le stationnement à Chypre de la Force des Nations unies chargée du maintien de la paix à Chypre (UNFICYP pour United Nations Peacekeeping Force in Cyprus) pour une période supplémentaire de six mois, qui s'achèvera le 26 décembre, 1965. 
Le Conseil a également demandé à tous les États membres de se conformer à cela et aux résolutions antérieures, et sur les parties directement concernées à continuer d'agir avec la plus grande retenue et de coopérer pleinement avec la force de maintien de la paix.

## Vote
La résolution a été approuvée à l'unanimité.

## Texte
- Résolution 206 Sur fr.wikisource.org
- Résolution 206 Sur en.wikisource.org